# Stekla i beton
Stekla i beton (tiếng Nga: Стёкла и бетон, tiếng Việt: Thủy tinh và bê tông, còn được gọi là tiếng Nga: Паранойя, tiếng Việt: Kiêu ngạo thái quá) là album phòng thu thứ hai của nhạc sĩ rock Nga Nikolai Noskov, nhãn NOX Music nhạc phát hành năm 1999

## Danh sách bài hát
| STT | Nhan đề                                              | Thời lượng |
| --- | ---------------------------------------------------- | ---------- |
| 1.  | "Stekla i beton (Thủy tinh và bê tông)"              | 4:00       |
| 2.  | "Paranoja (Kiêu ngạo thái quá)"                      | 3:48       |
| 3.  | "Sneg (Еuyết)"                                       | 4:27       |
| 4.  | "Belaya noch' (Đêm trắng)"                           | 4:28       |
| 5.  | "Ya tebya proshu (Tôi cầu xin bạn)"                  | 4:01       |
| 6.  | "Ya – Tvoy DJ (Tôi là DJ của bạn)"                   | 3:59       |
| 7.  | "Kak prekrasen mir (Thật là một thế giới tuyệt vời)" | 3:17       |
| 8.  | "Uznat' tebya (Kiểm tra của bạn)"                    | 3:56       |
| 9.  | "Stsastlivey sna (Ngủ hạnh phúc hơn)"                | 4:00       |
| 10. | "Primadonna (Danh ca)"                               | 3:32       |